# Artistique-Europameisterschaft 1961

Logo CEB (ausrichtender Verband)

Veranstaltungsort: San Sebastián

Die Billard-Artistique-Europameisterschaft 1961 war das 13. Turnier in dieser Disziplin des Karambolagebillards und fand vom 7. bis zum 10. September 1961 in San Sebastián statt.

## Modus
Gespielt wurden 76 verschiedene Figuren mit verschiedenen Punktewertungen. Jeder Teilnehmer hatte pro Figur drei Versuche. Die maximale Punktzahl betrug 500 Punkte.

Gewertet wurde wie folgt:
1. Punkte = Erzielte Punkte
2. Versuche = Anzahl der gespielten Versuche
3. gelöste Figuren = gelöste Figuren
4. HS = Punkte der nacheinander gelösten Figuren
5. % = Prozentual gelöste Figuren

## Abschlusstabelle
| Platz                        | Name               | Punkte | Versuche | gel. Figuren | HS | %       |
| ---------------------------- | ------------------ | ------ | -------- | ------------ | -- | ------- |
| 1                            | Raymond Steylaerts | 222    | 183      | 37           | 32 | 44,40 % |
| 2                            | Joaquín Domingo    | 192    | 190      | 32           | 22 | 38,40 % |
| 3                            | Francisco Munte    | 183    | 189      | 32           | 25 | 36,60 % |
| 4                            | Guy Lachmann       | 156    | 205      | 26           | 18 | 31,20 % |
| 5                            | Laurent Boulanger  | 127    | 206      | 22           | 21 | 25,40 % |
| 6                            | Jaime Carreras     | 116    | 204      | 20           | 20 | 23,20 % |
| 7                            | Claudio Nadal      | 115    | 208      | 23           | 19 | 23,00 % |
| 8                            | Emdy Mascolo       | 110    | 204      | 20           | 16 | 22,00 % |
| Turnierdurchschnitt: 30,52 % |                    |        |          |              |    |         |